# Секундогенитура
Секундогениту́ра (лат. secundogenitus) — принцип наследования в дворянских семьях, которое гарантирует право второго в роде на определенные имущественные и владетельные права на общее семейное состояние для себя и своих потомков, существовавшее наряду с правилом о порядке наследования по праву первородства (примогенитуры).

## Происхождение и некоторые известные случаи
Этот принцип наследования даёт следующему поколению вторичной линии больше собственности и престижа, чем в случае первородства. Вторичная линия может иметь значительную заинтересованность в стабильности рода в целом, но в некоторых аспектах может оставаться юридически зависимой от линии первородства. Точный раздел имущества и взаимоотношения двух линий часто определялись волей общего предка или создание секундогенитуры могло регулироваться законом.
Введение секундогенитуры не должно было быть вызвано только необходимостью по каким-то причинам разделить управление непомерно большим имуществом, но могло быть выгодно и после приобретения имущества или территории, правящая семья которой вымерла или была передана в собственность семьи по-другому. Этот принцип использовался, например, в династии Габсбургов-Лотарингских, где тосканская семья Габсбургов-Лотарингских была секундогенитурой до 1859 года.
Орлеанский дом династии Бурбонов является секундогенитурой.